# 959
Раннє Середньовіччя  •  Епоха вікінгів  •  Золота доба ісламу  •  Реконкіста

## Геополітична ситуація
У Візантії почалося правління Романа II. 
Західним Франкським королівством правив, принаймні формально, Лотар, Східним Франкським королівством правив Оттон I, оголошений також королем лангобардів.
Північ Італії належить Італійському королівству, середню частину займає Папська область, герцогства на південь від Римської області незалежні, деякі області на півночі та на півдні належать Візантії, інші окупували сарацини. Південь Піренейського півострова займає Кордовський халіфат, у якому править Абд Ар-Рахман III. Північну частину півострова займають королівство Астурія і королівство Галісія та королівство Леон, за яке ведуть боротьбу Ордоньйо IV та Санчо I. Королівство Англія очолив Едгар Мирний.
Існують слов'янські держави: Перше Болгарське царство, де править цар Петро I, Богемія, Моравія, Хорватія, королем якої є Михайло Крешимир II, Київська Русь, де править княгиня Ольга. Паннонію окупували мадяри, великим князем у яких був Такшонь.
Аббасидський халіфат очолює аль-Муті, в Іфрикії владу утримують Фатіміди, в Середній Азії — Саманіди. У Китаї триває період п'яти династій і десяти держав. Значними державами Індії є Пала, держава Раштракутів, Пратіхара, Чола. В Японії триває період Хей'ан. На північ від Каспійського та Азовського морів існує Хозарський каганат.

## Події
- Княгиня Ольга відправила посольство до короля Східного Франкського королівства Оттона I, яким, зокрема, запросила в Київ єпископа та священників. Оттон послав на Русь Адальберта Магдебурзького.
- Візантійським василевсом став Роман II.
- Після смерті Едвіна Красивого, єдиним королем Англії залишився Едгар Мирний.
- Брат Оттона I Великого архієпископ Кельна Бруно I розділив Лотарингію між собою та своїм племінником Фрідріхом на Нижню і Верхню.
- При підтримці кордовського халіфа Абд ар-Рахмана III Санчо I знову проголосив себе королем Леону й пішов походом проти Ордоньйо IV.